# Ecological and Toxicological Association of Dyes and Organic Pigments Manufacturers

Logo

Die Ecological and Toxicological Association of Dyes and Organic Pigments Manufacturers (kurz ETAD; übersetzt „Ökologischer und toxikologischer Verband der Hersteller von Farbstoffen und organischen Pigmenten“) ist ein internationaler Verband von Herstellern organischer Farbmittel, der die ökologischen und toxikologischen Maßnahmen seiner Mitgliedsunternehmen koordiniert. Ziel des Verbands ist die wissenschaftliche Untersuchung der Risiken und Gefahren für Gesundheit und Umwelt, die von den produzierten Farbmitteln und Zwischenprodukten ausgehen, und die Unterstützung der Verbandsmitglieder bei der Minimierung dieser Gefahren. Die ETAD vertritt die Positionen und Interessen der Farbmittelhersteller gegenüber Behörden, öffentlichen Einrichtungen und Medien. Sitz des Verbands ist Basel.

## Geschichte
Die Gründung des Verbands geht auf ein internationales Symposium in Lindau im Mai 1970 zurück, bei dem die potenziellen Auswirkungen der zunehmenden Farbstoffnachfrage auf die Umwelt diskutiert wurden. Der sogenannte Lindau-Kreis, bestehend aus der BASF, Ciba-Geigy, Hoechst, ICI und Sandoz, beschloss 1974 die Gründung des Verbands. Die Gründungsmitglieder waren neun europäische und fünf japanische Farbmittelhersteller. Die bislang maximale Anzahl an Mitgliedsunternehmen wurde 2002 mit 46 Mitgliedern erreicht. 2020 gehörten dem Verband insgesamt 35 Unternehmen an – elf aus Europa, neun aus China, acht aus Indien, sechs aus Japan und ein Unternehmen aus den USA.

## Organisation
Die ETAD ist in drei thematische und fünf regionale Gremien gegliedert. Die thematischen Gremien beschäftigen sich mit Farbstoffen (Dyes Operating Committee), Pigmenten (Pigments Operating Committee) und mit Regulierungsfragen (Regulatory Affairs Committee). Die regionalen Komitees sind in China, Nordamerika, Indien, Japan und Taiwan angesiedelt.

## Code of Ethics
Die Mitgliedsunternehmen müssen einem Ethikkodex zustimmen, der die ordnungsgemäße Herstellung und Verwendung der entsprechenden synthetischen organischen Farbstoffe garantiert.
Der Code of Ethics wird im jährlichen Bericht der ETAD veröffentlicht. Bei Nichteinhaltung des Ethikkodexes durch ein Mitgliedsunternehmen wird die Mitgliedschaft beendet. So wurde beispielsweise 2019 festgestellt, dass DyStar, einer der weltweit führenden Farbstoffhersteller, die Voraussetzung für eine ETAD-Mitgliedschaft nicht mehr erfüllt. Vor der endgültigen Entscheidung über den Status des Unternehmens beendete DyStar seine Mitgliedschaft Ende 2019.

## Publikationen
Neben ihren jährlichen Berichten publiziert die ETAD Positionspapiere zu aktuellen Themen wie beispielsweise dem Vorhandensein von Spuren an polychlorierten Biphenylen in einigen organischen Pigmenten oder zur Definition des Begriffs Nanomaterialien, Informationen zu toxikologischen und ökologischen Aspekten der Farbmittelchemie sowie toxikologische, ökologische und analytische Methoden.

## Weblink
- ETAD – Working together for safer colorants